# Musée de la musique et du théâtre de Stockholm
Le Musée de la musique et du théâtre était un musée d'État suédois d'histoire culturelle situé à Sibyllegatan 2 à Stockholm qui a fermé ses portes le 30 mars 2014. Le musée de la musique et du théâtre s'appelait auparavant Musikmuseet, mais sa mission a été élargie en 2010, après que les archives des danses folkloriques et les collections du Musée de la marionnette (sv) et du Musée suédois du théâtre (sv) ont été intégrées aux activités du musée. Depuis 2011, il fait partie du Conseil national de la musique suédois (sv). Son successeur, le Musée suédois des arts du spectacle (sv), a ouvert ses portes le 11 février 2017 dans le même bâtiment.

## Histoire

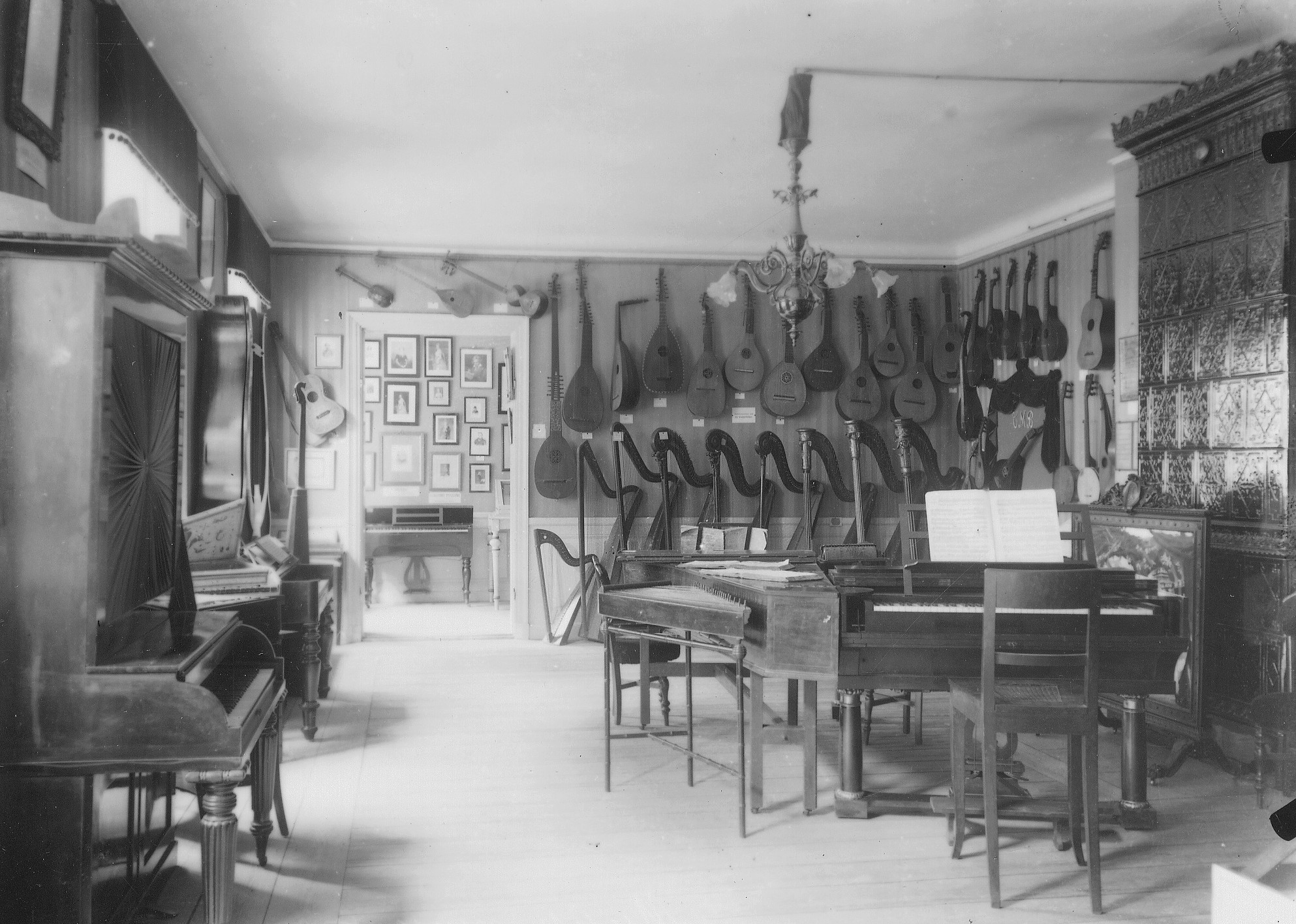
Intérieur de Musikhistoriska museet à Nybrogatan en 1907.

Le musée de la musique de Stockholm a été fondé en 1899 sous le nom de " Musée de l'histoire de la musique " (en suédois : Musikhistoriska museet), inspiré par une exposition de théâtre et de musique qui faisait partie de l'exposition générale d'art et d'industrie de Stockholm de 1897. Grâce à des dons et à des appels aux dons, environ 200 instruments de musique et de nombreux documents d'archives concernant l'histoire de la musique et du théâtre ont été rassemblés ; le musée a été ouvert au public en 1901 dans la maison en pierre de Martin Kammecker à Nybrogatan 9. Après la démolition de la maison en 1907, le musée a déménagé à Västra trädgårdsgatan 19. Dans les années 1930, le musée était géré comme une fondation liée à l'Académie royale suédoise de musique, mais recevait également une petite subvention du gouvernement. La responsabilité et l'influence de l'État se sont accrues au fil des décennies et, de 1981 à 2011, le musée a fait partie de l'autorité publique Statens musiksamlingar (sv) (à partir de 2011, Statens musikverk) avec la Musik- och teaterbiblioteket (sv) et le Svenskt visarkiv (sv).

## Le bâtiment
Le musée est installé depuis 1979 dans un bâtiment du XVIIe siècle situé à Sibyllegatan 2 à Stockholm, à côté du Hovstallet (sv) et du Dramaten. Le bâtiment abritait auparavant le Kronobageriet et est le plus ancien bâtiment industriel de Stockholm. Depuis 1935, le bâtiment est un monument d'État. Le bâtiment, géré par l'Agence des biens de l'État, a été fermé pour rénovation en 2014-2016. À l'ouverture, le musée a changé de nom pour devenir le Musée suédois des arts du spectacle (sv) (en suédois : Scenkonstmuseet).

## Activités
Les activités du musée consistent en des expositions, des programmes de concerts, de performances et de conférences, ainsi que des activités éducatives telles que des visites guidées, des ateliers et des séminaires. Le musée dispose également d'une unité de collection, qui recueille et entretient ses instruments de musique.

## Collections
La collection actuelle comprend dans les années 2010 environ 5 500 instruments, en particulier des instruments de musique classique occidentale et de musique folklorique scandinave.
La collection d'instruments du musée peut être consultée sur le site MIMO (Musical Instrument Museums Online).

## Directeurs

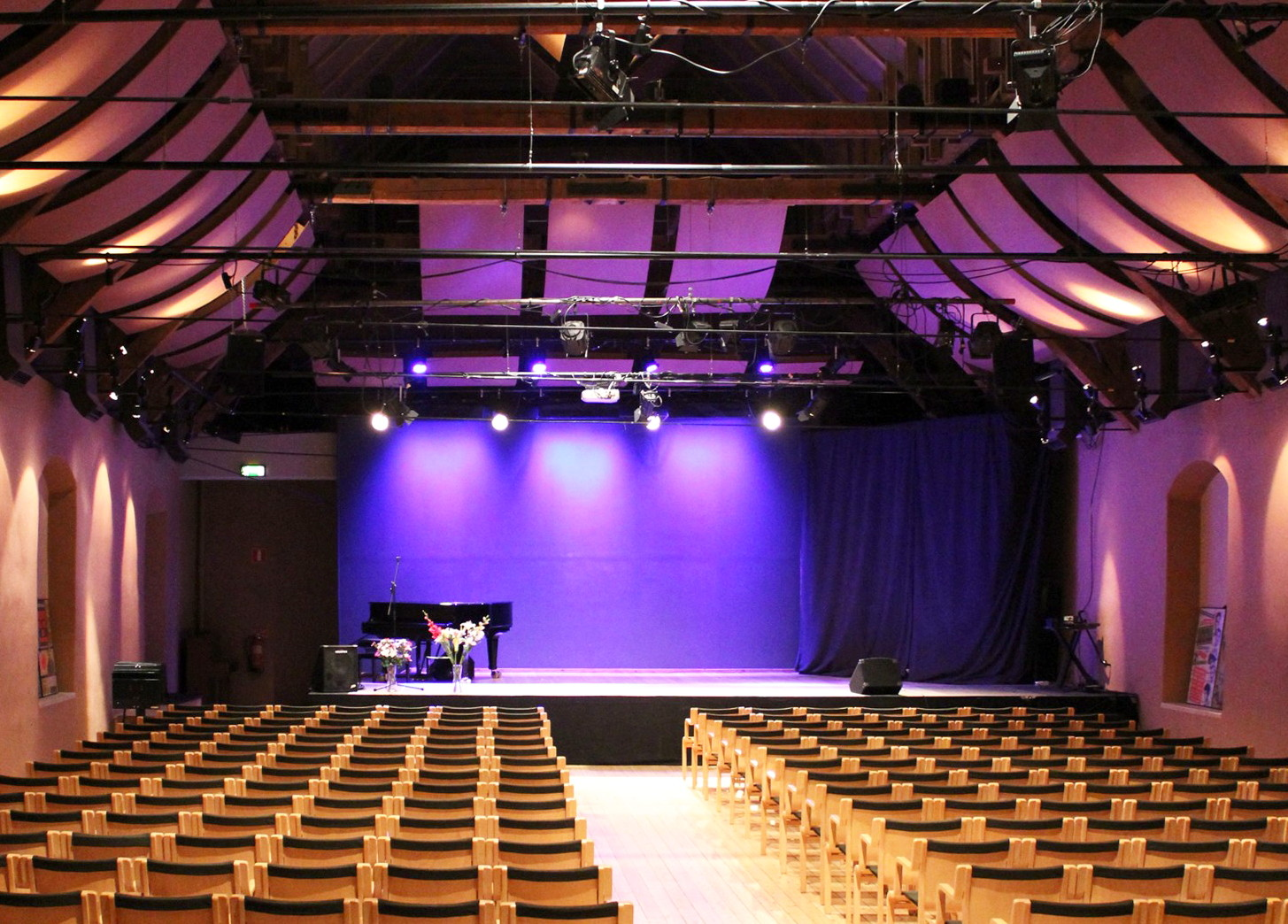
Salle de concert du musée.

### Musée de l'histoire de la musique
- Johannes Svanberg, 1899-1918
- Tobias Norlind, 1919-1947
- Ernst Emsheimer, 1948-1973

### Le musée de la musique
- Gunnar Larsson (Secrétaire de l'Académie), 1973-1980
- Lennart Hedwall, 1981-1983
- Krister Malm, 1983-1999
- Stefan Bohman, 2000-2008
- Hans-Martin Riben, 2008-2010

### Le musée de la musique et du théâtre
- Hans-Martin Riben, 2010-2013
- Daniel Wetterskog, 2013-2014 (Depuis 2014, directeur du Musée suédois des arts de la scène.)

## Littérature
- (sv) HansErik Svensson, « Hur lät klaveren förr? : om Musikmuseets dokumentationsinspelningar » [« Comment sonnait le piano autrefois ? : à propos des enregistrements documentaires du Musée de la musique »], Bulletin de la Bibliothèque nationale de musique, no 36,‎ 2005, p. 31 (lire en ligne).